# 黑暗堡壘

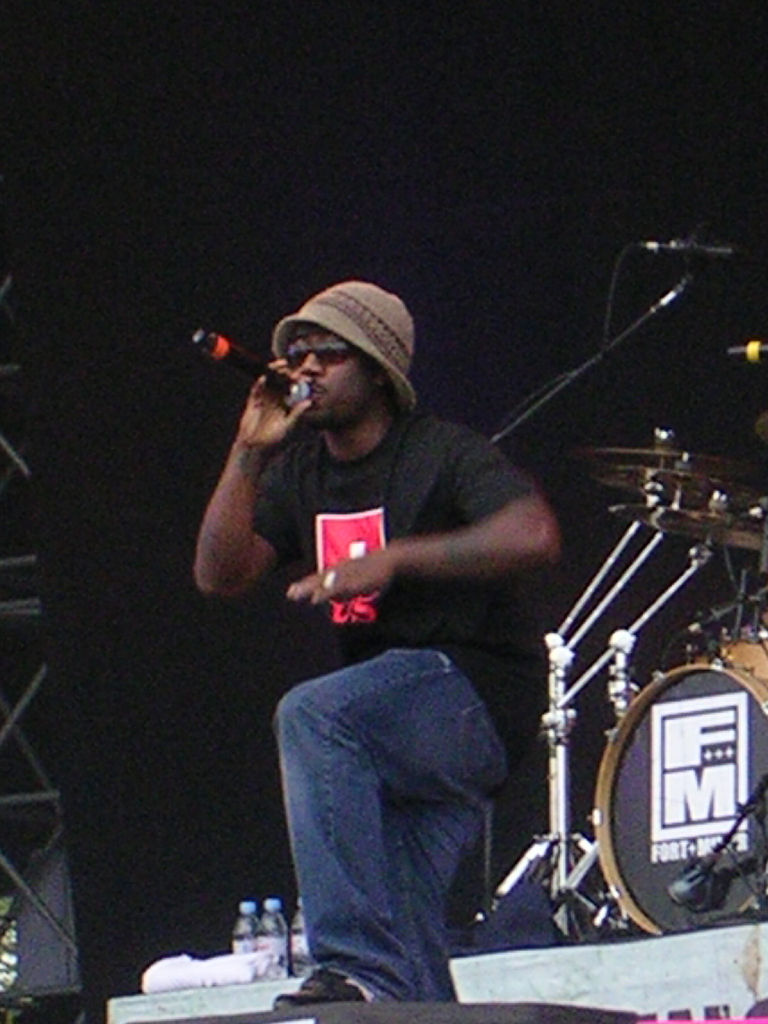
黑暗堡壘成員之一Tak演唱會現場演出

黑暗堡壘（英語：Fort Minor）是樂團聯合公園的主要MC麥可·篠田（篠田賢治）於2005年以單飛不解散名義創立的新的饒舌組合，並發行他自己所創立此團的首張專輯《火線同盟》（The Rising Tied）。
篠田為此團首腦，還有來自美國知名的地下嘻哈團體Style Of Beyond的三位成員加入此團，且他們佔此團重要性和專輯不可或缺的嘻哈狂潮力量，也在他們專輯中可以看見和聽見他們的演出聲影。
篠田2015年6月20日發表了新單曲《Welcome》，也代表黑暗堡壘正式回歸樂團。

## 專輯作品
- 《火線同盟》The Rising Tied (2005年)

## 獨立參與歌曲
- 〈SECOND TO NONE〉收錄於《變形金剛》電影原聲帶中 (2007年)

## 演唱會紀錄
2006年2月24日曾與五角來臺灣的臺北中山足球場參加由布洛克兄弟公司所舉辦的嘻哈萬歲演唱會，且超過3萬人，而且也還宣稱聯合公園將正式來臺開唱。

## 外部連結
- Fort Minor（页面存档备份，存于） at MySpace
- Fort Minor Militia
- Official Street Team（页面存档备份，存于）